# New Horizon
New Horizon é o décimo quinto álbum solo do guitarrista japonês Tak Matsumoto, do B'z. É um álbum quase totalmente instrumental, exceto pela faixa "Feel Like a Woman Tonite", com vocais da convidada Wendy Moten, e foi lançado pela Vermillion Records em 30 de abril de 2014 no Japão. O álbum estreou na 3ª colocação em ambas as paradas semanais da Oricon e a Billboard Japan Top Albums.
Algumas faixas do álbum não são novas; a faixa título apareceu em uma série de comerciais da empresa japonesa de logística Sagawa Express, "Black Jack" é uma regravação da música tema de Black Jack Special e "Rain" já havia sido apresentada algumas vezes na turnê de comemoração dos 25 anos do B'z. O álbum também tem três covers: "Take 5", que já havia sido gravada no álbum de estreia da carreira solo de Tak, Thousand Wave, e duas outras faixas por músicos japoneses, as únicas com títulos em japonês.

## Faixas
| N.º            | Título                                                                            | Duração |  |
| 1.             | "New Horizon" (Novo Horizonte)                                                    | 4:39    |  |
| 2.             | "Take 5" (Tome 5 (cover de The Dave Brubeck Quartet))                             | 3:34    |  |
| 3.             | "Feel Like a Woman Tonite" ("Sentir Como uma Mulher Esta Noite (com Wendy Moten)) | 3:53    |  |
| 4.             | "Rodeo Blues" (BLues Rodeo)                                                       | 3:15    |  |
| 5.             | "Island of Peace" (Ilha de Paz)                                                   | 5:23    |  |
| 6.             | "That's Cool" (Isso é Legal)                                                      | 3:19    |  |
| 7.             | "Shattered Glass" (Vidro Destruído)                                               | 4:57    |  |
| 8.             | "月の明かり (Tsuki No Akari)" (Luz da Lua)                                        | 5:26    |  |
| 9.             | "Reason to be..." (Razão para Ser...)                                             | 4:01    |  |
| 10.            | "Black Jack"                                                                      | 4:33    |  |
| 11.            | "学生街の喫茶店 (Gakuseigai No Kissaten)" (Era Um amor)                           | 3:59    |  |
| 12.            | "Rain" (Chuva)                                                                    | 5:39    |  |
| Duração total: | Duração total:                                                                    | 46:59   |  |

As edições estadunidense e européia vêm com uma lista de faixas um pouco diferente (com "Take 5" como faixa de abertura e a faixa título vindo em seguida) e as duas faixas intituladas em japonês com os nomes traduzidos para o inglês.

## Créditos
- Tak Matsumoto - guitarras em todas as faixas, arranjoss

### Membros de apoio
- Wendy Moten - vocais em "Feel Like a Woman Tonite"
- John Ferraro - bateria
- Lee Laing - bateria, teclados e guitarra wah-wah em "Feel Like a Woman Tonite"
- Shane Gaalaas - bateria em "Rain"
- Lenny Castro - percussão em "Take 5"
- Travis Carlton - baixos nas faixa 1, 6, 9, 10, 11
- Bryant Siono - baixo em "Feel Like a Woman Tonite"
- Barry Sparks - baixo em "Rain"
- David Enos - baixo de madeira nas faixas 2, 4, 5, 7, 8
- Akira Onozuka - piano elétrico nas faixas 1, 4, 6; piano nas faixas 5, 7, 8, 9; Wurlitzer em "Black Jack" e "Gakuseigai No Kissaten"; órgão em "Rain"
- Greg Vail - saxofone nas faixas 1, 3, 4, 6, 10; flauta nas faixas 2, 3, 7; saxofone tenor em "New Horizon" e "That's Cool"
- Greg Adams - trompete nas faixas 1, 3, 4, 6, 10
- Lee Thornburg - trombone nas faixas 1, 3, 4, 6, 10
- Hiroko Ishikawa da Lime Ladies Orchestra - cordas nas faixas 5, 7, 8

### Pessoal técnico
- Hideyuki Terachi - arranjos
- Hiroyuki Kobayashi - gravação; mixagem nas faixas 5, 8, 9, 11, 12; engenharia
- Paul Brown - gravação e engenharia nas faixas 1, 2, 3, 4, 6, 7, 10; mixagem nas faixas 1, 2, 3, 4, 6, 7, 10; arranjos em "Feel Like a Woman Tonite"